# Championnats du monde de beach tennis 2013
 (mars 2024).
Si vous disposez d'ouvrages ou d'articles de référence ou si vous connaissez des sites web de qualité traitant du thème abordé ici, merci de compléter l'article en donnant les références utiles à sa vérifiabilité et en les liant à la section « Notes et références ».
Navigation
Édition précédente Édition suivante
Les championnats du monde de beach tennis 2013, cinquième édition des championnats du monde de beach tennis, ont eu lieu du 31 juillet au 4 août 2013 à Cervia, en Italie. Ils ont été remportés par les Italiens Marco Garavini et Alessandro Calbucci chez les hommes et les Italiennes Veronica Visani et Sofia Cimatti chez les femmes.